# Piló dels Senyalets
El Piló dels Senyalets és una muntanya de 1.107 metres que es troba al municipi de la Morera de Montsant, a la comarca catalana del Priorat.
Al cim podem trobar-hi un vèrtex geodèsic (referència 257131001).